# Hawkins Peak
Hawkins Peak är en bergstopp i Antarktis. Den ligger i Västantarktis. Inget land gör anspråk på området. Toppen på Hawkins Peak är 2 020 meter över havet, eller 273 meter över den omgivande terrängen. Bredden vid basen är 3,4 km.
Terrängen runt Hawkins Peak är kuperad åt sydost, men åt nordväst är den bergig. Trakten är obefolkad. Det finns inga samhällen i närheten. 